# Abbott și Costello contra Frankenstein

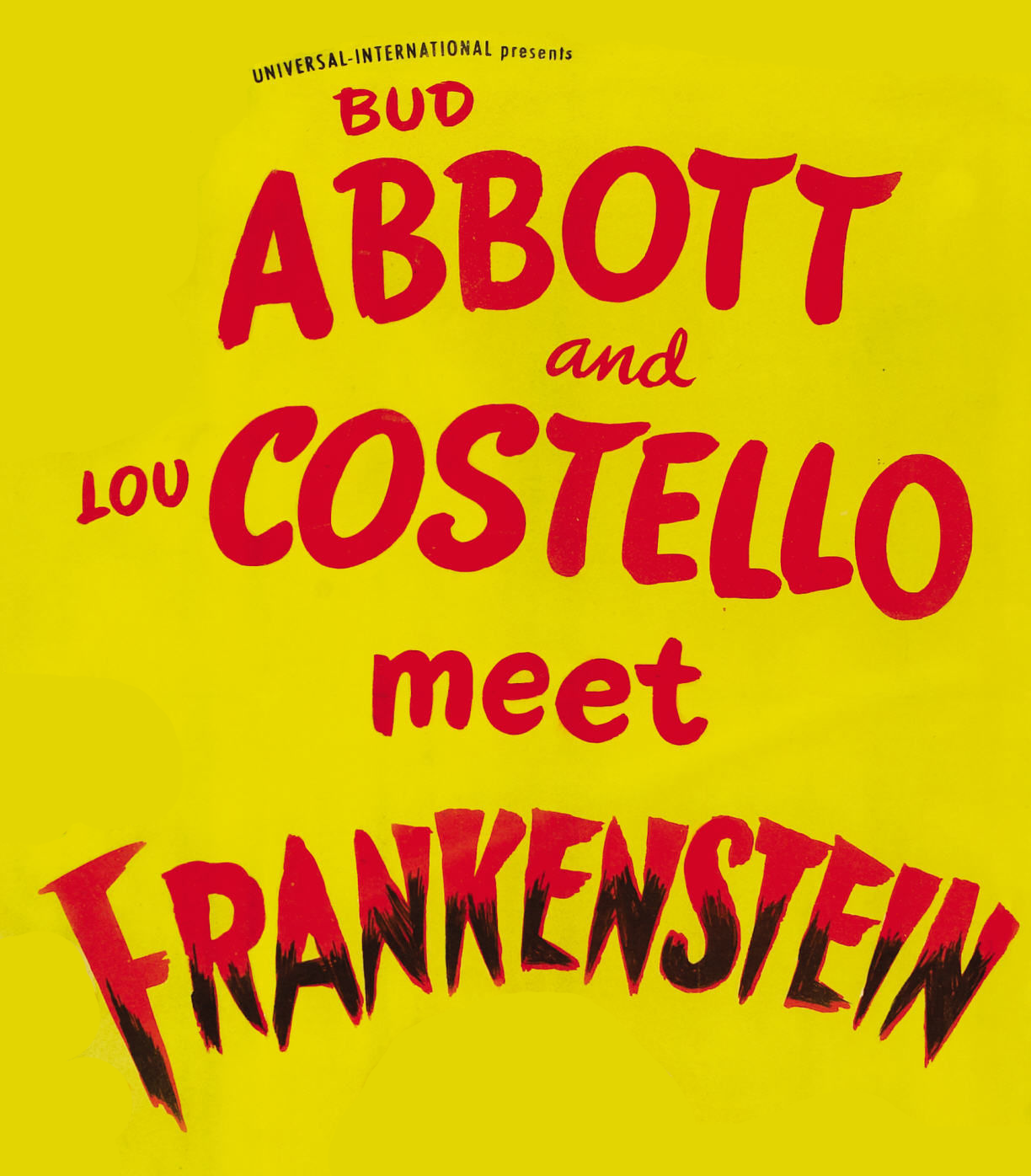

Abbott and Costello Meet Frankenstein este film de groază-comedie american din 1948 regizat de Charles Barton, cu actorii Abbott și Costello în rolurile principale.

## Diatribuție
- Bud Abbott - Chick Young
- Lou Costello - Wilbur Grey
- Lon Chaney Jr. - Larry Talbot / The Wolf Man
- Bela Lugosi - Contele Dracula
- Glenn Strange - Monstrul lui Frankenstein
- Lenore Aubert - Dr. Sandra Mornay
- Jane Randolph - Joan Raymond
- Frank Ferguson - Mr. McDougal
- Charles Bradstreet - Professor Stevens
- Vincent Price - The Invisible Man